# Orbea baldratii
Orbea baldratii är en oleanderväxtart. Orbea baldratii ingår i släktet Orbea och familjen oleanderväxter.

## Underarter
Arten delas in i följande underarter:
- O. b. baldratii
- O. b. somalensis